# Nanshenzao (köpinghuvudort i Kina, Jiangsu Sheng, lat 32,78, long 120,53)
Nanshenzao är en köpinghuvudort i Kina. Den ligger i provinsen Jiangsu, i den östra delen av landet, omkring 180 kilometer nordost om provinshuvudstaden Nanjing. Antalet invånare är 40 603. Befolkningen består av 21 975 kvinnor och 18 628 män. Barn under 15 år utgör 10,0 %, vuxna 15-64 år 68 %, och äldre över 65 år 21,0 %.
Runt Nanshenzao är det tätbefolkat, med 709 invånare per kvadratkilometer. Närmaste större samhälle är Fu'an, 12,9 km söder om Nanshenzao. Trakten runt Nanshenzao består till största delen av jordbruksmark.
Genomsnittlig årsnederbörd är 1 189 millimeter. Den regnigaste månaden är juli, med i genomsnitt 248 mm nederbörd, och den torraste är januari, med 30 mm nederbörd.